# 45 Dywizja Piechoty Obrony Krajowej
45 Dywizja Piechoty Obrony Krajowej (45. LdwTDiv., 45. LITD, 45. SchD.) – dywizja piechoty cesarsko-królewskiej Obrony Krajowej.
Jesienią 1913 roku w skład dywizji został włączony nowo sformowany Dywizjon Armat Polowych Obrony Krajowej Nr 45 w Przemyślu.
W 1915 wchodziła w skład 10 Korpusu.
W 1917 roku dywizja została przemianowana na 45 Dywizję Strzelców, a wchodzące w jej skład pułki piechoty Obrony Krajowej na pułki strzelców.

## Organizacja pokojowa w 1914 roku
Organizacja pokojowa w 1914 roku
- Komenda 45 Dywizji Piechoty Obrony Krajowej (niem. 45. Landwehr-Infanterietruppendivisions-Kommando) w Przemyślu, ul. Mickiewicza 50
- 89 Brygada Piechoty Obrony Krajowej (niem. 89. Landwehrinfanteriebrigade)
  - Pułk Piechoty Obrony Krajowej Przemyśl Nr 18 w Przemyślu (III baon w Sanoku)
  - Pułk Piechoty Obrony Krajowej Stryj Nr 33 w Stryju
- 90 Brygada Piechoty Obrony Krajowej (niem. 90. Landwehrinfanteriebrigade)
  - Pułk Piechoty Obrony Krajowej Rzeszów Nr 17 w Rzeszowie
  - Pułk Piechoty Obrony Krajowej Jarosław Nr 34 w Jarosławiu
- Dywizjon Armat Polowych Obrony Krajowej Nr 45 (niem. Landwehr-Feldkanonendivision Nr. 45) w Przemyślu
- Dywizjon Haubic Polowych Obrony Krajowej Nr 45 (niem. Landwehr-Feldhaubitzdivision Nr. 45) w Przemyślu

## Organizacja wojenna i obsada personalna 1 maja 1915 roku
- Komenda 45 Dywizji Piechoty Obrony Krajowej
- 89 Brygada Piechoty OK (89. LIBrig.) – płk Jakub Gąsiecki
- 90 Brygada Piechoty OK (90. LIBrig.) – płk Tuma
- 45 Brygada Artylerii Polowej (45. FABrig.) – płk von Rosenzweig

## Kadra
Komendanci dywizji

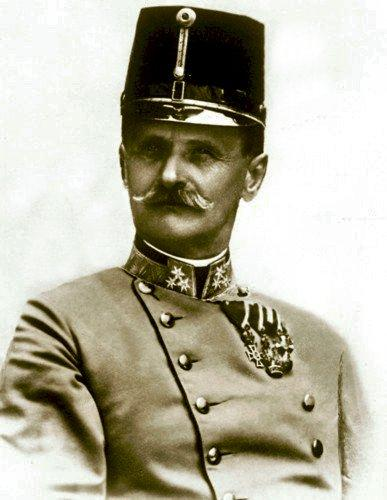
FZM Stephan von Ljubičić

- FML Eduard Pierer von Esch (1901 – †27 I 1902)
- FML Alfred von Englisch-Popparich (1902 – 1 V 1906 → stan spoczynku)
- FML Heinrich von Aulich (1908[3])
- gen. mjr / FML Alfred Zedtwitz (1912 – 1914[4] → komendant 29 Dywizji Piechoty)
- FML Stephan von Ljubičić (1914 → komendant 11 Korpusu)
- FML Gustav Smekal (IX 1914 – IV 1915[5] )
- gen. mjr Josef Nemeczek (IV – V 1915[5] )
- FML Gustav Smekal (V – XII 1915[5] )
- gen. mjr Felix Unschuld von Melasfeld (XII 1915 – II 1916[5] )
- FML Gustav Smekal (II – VI 1916[5] )
- gen. mjr Karl von Stöhr (VI 1916 – VIII 1917[5] )
- gen. mjr Ernst Kindl (VIII 1917 – II 1918[5] )
- gen. mjr / FML Ernst Wossala (II – VIII 1918 → komendant 81 Dywizji Piechoty[5] )
- gen. mjr Viktor Meisel (VIII – XI 1918[5] )

Komendanci 89 Brygady Piechoty OK
- gen. mjr Józef Sochaniewicz (VI 1894 – 1 V 1897 → stan spoczynku)
- gen. mjr Edmund Horbaczewski (1908[3])
- gen. mjr Josef Strasser von Obenheimer (1912 – 1913 → komendant 24 Dywizji Piechoty)
- płk Artur Kaltneker (1913[6] → generał przydzielony do Komendy Obrony Krajowej we Lwowie[7])
- gen. mjr Ernst Hörmann von Wüllerstorf und Urbair (1914[4])

Komendanci 90 Brygady Piechoty OK
- gen. mjr Leo Gregorowicz (1908[3])
- gen. mjr Otto von Schmid (1912 – 1 III 1913 → stan spoczynku)
- gen. mjr Johann Sauerwein (1913 – 1914[4])